# 1129 Neujmina
1129 Neujmina је астероид главног астероидног појаса са пречником од приближно 34,76 .
Афел астероида је на удаљености од 3,263 астрономских јединица (АЈ) од Сунца, а перихел на 2,782 АЈ.
Ексцентрицитет орбите износи 0,079, инклинација (нагиб) орбите у односу на раван еклиптике 8,615 степени, а орбитални период износи 1919,786 дана (5,256 година).
Апсолутна магнитуда астероида је 10,20 а геометријски албедо 0,121.
Астероид је откривен 8. августа 1929. године.